# Stara Kolonia (województwo łódzkie)
Stara Kolonia – wieś w Polsce, położona w województwie łódzkim, w powiecie piotrkowskim, w gminie Aleksandrów.
| SIMC    | Nazwa         | Rodzaj    |
| ------- | ------------- | --------- |
| 0535020 | Korczunek     | część wsi |
| 0535037 | Niwa Wolińska | część wsi |
| 0535043 | Skrzynki      | część wsi |

W latach 1975–1998 miejscowość administracyjnie należała do województwa piotrkowskiego.
Wierni Kościoła rzymskokatolickiego należą do parafii św. Rozalii w Dąbrówce.